# Leucania rufescens
Leucania rufescens är en fjärilsart som beskrevs av Adrian Hardy Haworth 1809. Leucania rufescens ingår i släktet Leucania och familjen nattflyn. Inga underarter finns listade i Catalogue of Life.